# Fly Me to the Moon
Fly Me to the Moon ist ein Lied des Komponisten und Songtexters Bart Howard, der es 1954 zunächst unter dem Titel In Other Words im Musikverlag von Howie Richmond veröffentlichte. Bis heute entstanden mehrere hundert Versionen in den unterschiedlichsten Stilrichtungen. Eine der bekanntesten ist die Interpretation von Frank Sinatra aus dem Jahr 1964.

## Struktur des Songs
Die 32-taktige Komposition ist in der Liedform ABAB gehalten und hat in der Mitte einen „effektvollen Wechsel von Dur nach moll.“ Während das Original im 3/4-Takt komponiert wurde, sind viele der späteren Versionen im 4/4-Takt aufgenommen worden.

## Geschichte
In Other Words, „mit einem Text, in dem kein Wort zuviel ist“, wurde 1954 zuerst von Felicia Sanders auf der Konzertbühne interpretiert. Die erste Studioaufnahme entstand im selben Jahr durch Kaye Ballard bei Decca; ihr folgten unter anderem Johnny Mathis (1956) und Nancy Wilson (1959). Peggy Lee stellte den Song 1960 in der Ed Sullivan Show vor, der damals in den USA meistgesehenen Fernsehshow; Lee überzeugte Howard schließlich, den Titel des Songs von In Other Words zu Fly Me to the Moon zu ändern. Es folgten Versionen unter anderem von Nat King Cole/George Shearing (1961), Sarah Vaughan, Mel Tormé und Jack Jones (alle 1962), von Julie London und Perry Como (beide 1963). Eine instrumentale Version von Joe Harnell, die als Bossa Nova arrangiert war, erreichte Platz 14 in der Top 100 und gewann 1963 einen der Grammy Awards.
Am 9. Juni 1964 nahm Frank Sinatra das Stück, arrangiert von Quincy Jones, zusammen mit der Count-Basie-Band für sein Reprise-Album It Might As Well Be Swing auf; 1966 entstand auch eine offizielle Live-Aufnahme von Sinatra mit Basie (Sinatra At The Sands, Reprise). Im Mai 1969 war Sinatras Studioaufnahme von 1964 Teil einer Musikkassette, die die Astronauten des Raumschiffs Apollo 10 an Bord während ihres Fluges in die Mondumlaufbahn abspielten; im Juli 1969 wurde sie von der Bodenstation aus den Astronauten von Apollo 11 bei ihrem Mondlandeflug per Funk an Bord übermittelt und war auf diese Weise im Rahmen der Fernsehübertragung dieses Ereignisses weltweit zu hören. Bei einer Konzertgala zu Ehren der Besatzung von Apollo 11 im Astrodome von Houston am 18. August 1969 sang Sinatra unter anderem auch dieses Lied live.
Sinatra behielt das Stück bis 1995 durchgängig in seinen Konzertprogrammen und spielte es mehrfach erneut im Studio ein; seine letzte Studioaufnahme von 1993 erschien 1994 als Duett mit Antônio Carlos Jobim, 1995 auch als Duett mit George Strait.

### Weitere Interpreten
In Other Words bzw. Fly Me to the Moon wurde von zahlreichen weiteren Instrumentalisten und Vokalisten unterschiedlichster Stilrichtungen eingespielt. Dazu gehören unter anderem Paul Anka, Shirley Bassey, Michael Bolton, Eva Cassidy, Lyn Collins, Chris Connor, Bobby Darin, Doris Day, Agnetha Fältskog, Judy Garland, Paul Gilbert, Astrud Gilberto, Megumi Hayashibara, Al Hirt, Tom Jones, Brenda Lee, Mina, Chris Montez, Matt Monro, Dudley Moore, Helen O’Connell, Ray Quinn, Cliff Richard, Smokey Robinson, Helge Schneider, Kevin Spacey mit Westlife, Anna Ternheim, Leslie Uggams, Hikaru Utada, Dinah Washington, Frances Wayne, Robbie Williams, The Ukulele Orchestra of Great Britain, Bobby Womack und Mark Murphy.

### Entwicklung zum Jazzstandard
Zu den frühen instrumentalen Einspielungen gehören Versionen von Art Farmer (1962, in einem Arrangement von Oliver Nelson), dem Quartett von Roy Haynes (mit Roland Kirk 1962) und Laurindo Almeida mit seinen Bossa Nova Allstars (1963). 1964 beschäftigte sich Vince Guaraldi mit Fly Me to the Moon, im Folgejahr Hampton Hawes. Wes Montgomery hat 1968 eine Gitarrenversion eingespielt; daneben ist die Interpretation von Ernest Ranglin zu nennen. Auch Sadao Watanabe und Dick Hyman haben den Song aufgenommen. Aus der Fülle der Vokal-Einspielungen ragen neben Sinatra Nat King Cole und Tony Bennett (1965) hervor. Weiterhin sind Ella Fitzgerald, Anita O’Day, Annie Ross, Diana Krall, Johnny Hartman, Paul Kuhn, Michael Bublé und Roger Cicero (in deutscher Sprache) zu nennen.

### Weitere Verwendung
In der japanischen Anime-Serie Neon Genesis Evangelion (1995) wurde für jede der 26 Episoden eine andere Fassung als Abspannlied verwendet. In der letzten Szene des Films Space Cowboys (2000) wird das Lied in der Version von Frank Sinatra gespielt. Das Konsolenspiel Bayonetta (2009) verwendet Brenda Lees Aufnahme von 1963 im Abspann sowie einen Remix von Helena Noguerra in diversen Szenen des Spiels. Die erste Strophe des Liedes stellte Ulrich Woelk seinem Roman Der Sommer meiner Mutter (2019) als Motto voran.
2022 verwendete der britische Rapper Dave ein Sample des Songs in der Version des Macarons Projects in seinem Nummer-eins-Hit Starlight. 2024 ist in der zweiten Staffel der koreanischen Serie Squid Game (Episode 3: „001“) eine Cover-Version von Joo Won zu hören.